# 031 (prefisso)

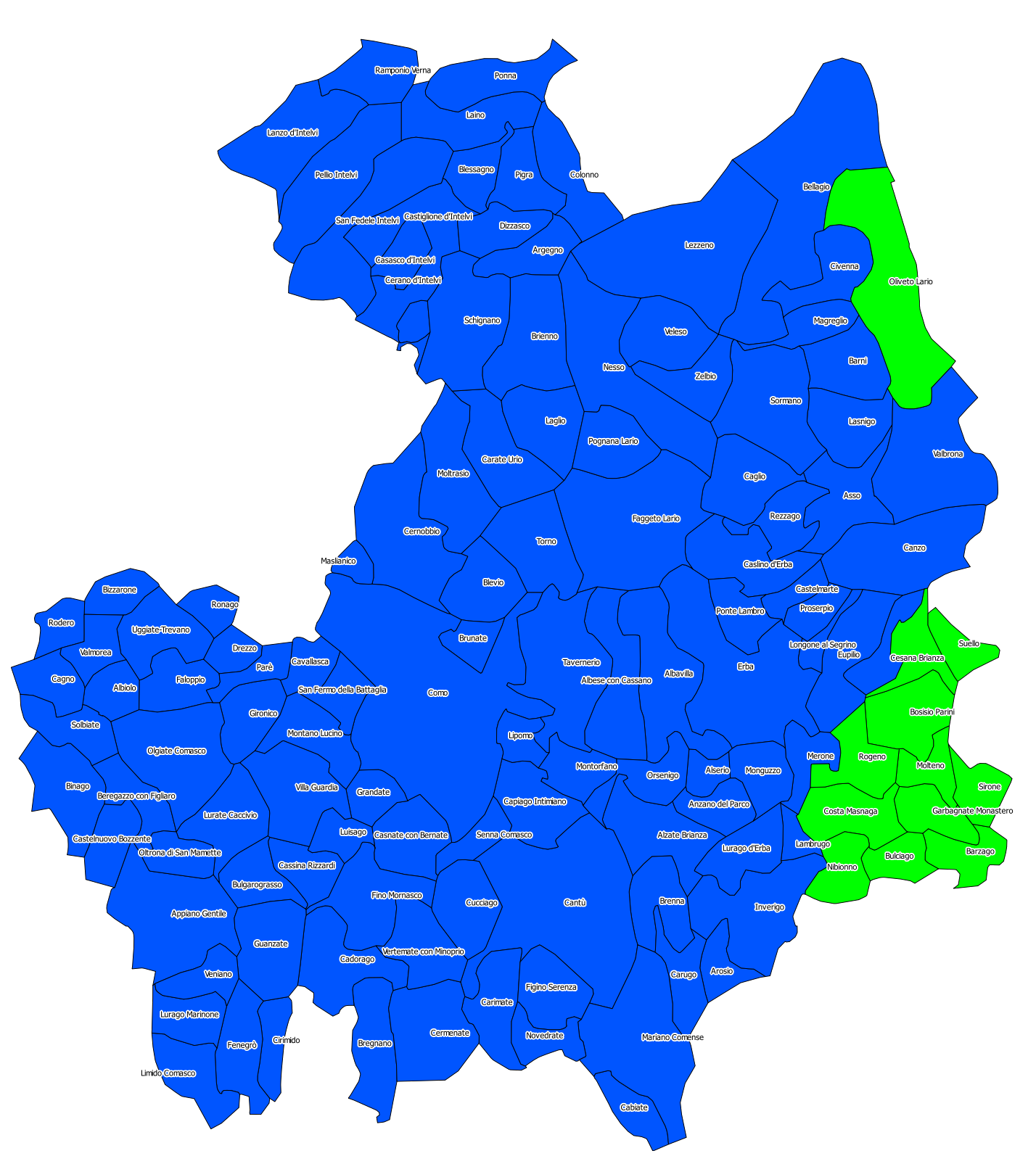
In blu i comuni della provincia di Como, e in verde quella della provincia di Lecco

031 è il prefisso telefonico del distretto di Como, appartenente al compartimento di Milano.
Il distretto comprende la parte meridionale della provincia di Como e alcuni comuni della provincia di Lecco. Confina con la Svizzera a nord-ovest e con i distretti di Menaggio (0344) a nord, di Lecco (0341) a est, di Monza (039) a sud-est, di Seregno (0362) e di Milano (02) a sud, di Busto Arsizio (0331) e di Varese (0332) a ovest.

## Aree locali e comuni
Il distretto di Como comprende 120 comuni compresi nelle 8 aree locali di Appiano Gentile (ex settori di Appiano Gentile e Fino Mornasco), Asso (ex settori di Argegno, Asso, Bellagio, Nesso e Pellio Intelvi), Cantù, Como, Erba, Mariano Comense, Molteno (ex settori di Inverigo e Molteno) e Solbiate. I comuni compresi nel distretto sono: Albavilla, Albese con Cassano, Albiolo, Alserio, Alta Valle Intelvi, Alzate Brianza, Anzano del Parco, Appiano Gentile, Argegno, Arosio, Asso, Barni, Barzago (LC), Bellagio, Beregazzo con Figliaro, Binago, Bizzarone, Blessagno, Blevio, Bosisio Parini (LC), Bregnano, Brenna, Brienno, Brunate, Bulciago (LC), Bulgarograsso, Cabiate, Cadorago, Caglio, Campione d'Italia, Cantù, Canzo, Capiago Intimiano, Carate Urio, Carimate, Carugo, Caslino d'Erba, Casnate con Bernate, Cassina Rizzardi, Castelmarte, Castelnuovo Bozzente, Centro Valle Intelvi, Cerano d'Intelvi, Cermenate, Cernobbio, Cesana Brianza (LC), Cirimido, Colonno, Como, Costa Masnaga (LC), Cucciago, Dizzasco, Drezzo, Erba, Eupilio, Faggeto Lario, Faloppio, Fenegrò, Figino Serenza, Fino Mornasco, Garbagnate Monastero (LC), Gironico, Grandate, Guanzate, Inverigo, Laglio, Laino, Lambrugo, Lasnigo, Lezzeno, Limido Comasco, Lipomo, Longone al Segrino, Luisago, Lurago d'Erba, Lurago Marinone, Lurate Caccivio, Magreglio, Mariano Comense, Maslianico, Merone, Molteno (LC), Moltrasio, Monguzzo, Montano Lucino, Montorfano, Nesso, Nibionno (LC), Novedrate, Olgiate Comasco, Oliveto Lario (LC), Oltrona di San Mamette, Orsenigo, Parè, Pigra, Pognana Lario, Ponna, Ponte Lambro, Proserpio, Pusiano, Rezzago, Rodero, Rogeno (LC), San Fermo della Battaglia, Schignano, Senna Comasco, Sirone (LC), Solbiate con Cagno, Sormano, Suello (LC), Tavernerio, Torno, Uggiate con Ronago, Valbrona, Valmorea, Veleso, Veniano, Vertemate con Minoprio, Villa Guardia e Zelbio.